# Épidémiologie de la schizophrénie

Espérance de vie corrigée de l'incapacité en raison de la schizophrénie en 2012 par million de personnes.
957-1,142
1,155-1,546
1,554-1,554
1,555-1,714
1,715-1,981
1,995-2,184
2,194-2,430
2,435-2,642
2,643-2,643
2,701-3,022

La schizophrénie touche environ 0,3 à 0,7 % des personnes à un moment donné de leur vie, ou 21 millions de personnes dans le monde en 2020 (environ une sur 285). En utilisant des méthodes précises de diagnostic et une population large et représentative, la schizophrénie semble survenir avec une relative cohérence au fil du temps au cours du dernier demi-siècle.
Bien que l’on prétende que la schizophrénie survient à des taux similaires dans le monde entier, sa prévalence et son incidence varient à travers le monde, au sein des pays, et au niveau local et des quartiers. Elle est à l’origine d’environ 1 % des années de vie ajustées sur l’incapacité dans le monde. Le taux de schizophrénie varie jusqu'à trois fois selon la façon dont on la définit.

## Fardeau de la schizophrénie
La schizophrénie est non seulement une maladie difficile à vivre, mais elle peut également entraîner d'autres problèmes de santé. Environ la moitié des personnes diagnostiquées schizophrènes recevront également un diagnostic d’un autre trouble mental/comportemental au cours de leur vie. Ces facteurs entraînent une diminution de la durée de vie des individus d’environ 28,5 ans. Ceci est également connu sous le nom de mortalité prématurée.

## Par âge et genre
La schizophrénie est diagnostiquée 1,4 fois plus fréquemment chez les hommes que chez les femmes et apparaît généralement plus tôt chez les hommes  — les âges maximaux d'apparition sont de 20 à 28 ans pour les hommes et de 26 à 32 ans pour les femmes. Une apparition dans l'enfance, avant l'âge de 13 ans, peut parfois survenir,. Une apparition plus tardive peut survenir entre 40 et 60 ans, dite apparition tardive, et également après 60 ans, dite apparition très tardive.
Généralement, l’âge moyen de la première admission à l’hôpital pour le traitement de la schizophrénie se situe entre 25 et 35 ans. Des études ont suggéré que les personnes à faible revenu ont tendance à voir leur trouble diagnostiqué plus tard après l'apparition des symptômes, par rapport à celles ayant une meilleure situation économique. En conséquence, les classes sociales inférieures sont plus susceptibles de vivre avec leur maladie sans traitement.
Il est généralement admis que les femmes ont tendance à présenter une schizophrénie entre 4 et 10 ans après leurs homologues masculins. Cependant, l'utilisation de critères généraux pour diagnostiquer la schizophrénie montre que les hommes ont un âge d'apparition bimodal, avec des pics à 21,4 ans et 39,2 ans, tandis que les femmes ont un âge d'apparition trimodal avec des pics à 22,4, 36,6 et 61,5 ans.
Ce pic post-ménopausique supplémentaire de schizophrénie tardive chez la femme remet en question l'étiologie de la maladie et soulève un débat sur les « sous-types » de schizophrénie, les hommes et les femmes étant sensibles à différents types (voir Causes de la schizophrénie). Ceci est également corroboré par la variabilité de la présentation de la maladie entre les genres.
D'autres théories pouvant expliquer cette différence incluent des facteurs protecteurs ou prédisposants chez les hommes ou les femmes qui pourraient les rendre plus (ou moins) sensibles à la maladie à différents moments de la vie. Par exemple, les œstrogènes peuvent constituer un facteur de protection pour les femmes, car l’œstradiol s’est révélé efficace dans le traitement de la schizophrénie lorsqu’il est ajouté à un traitement antipsychotique.

## Par pays
En 2000, l' Organisation mondiale de la santé a constaté que la prévalence et l'incidence de la schizophrénie étaient à peu près similaires dans le monde entier, avec une prévalence standardisée selon l'âge pour 100 000 allant de 343 en Afrique à 544 au Japon et en Océanie pour les hommes et de 378 en Afrique à 527 en Europe du Sud-Est pour les femmes.
Cependant, l'impact de la schizophrénie a tendance à être plus élevé en Océanie, au Moyen-Orient et en Asie de l'Est, tandis que les pays d' Australie, du Japon, des États-Unis et de la plupart des pays d' Europe ont généralement un faible impact. Malgré une relative proximité géographique, le taux des années de vie ajustées sur l’incapacité de la schizophrénie en Indonésie est presque le double de celui de l'Australie (les pays ayant les taux des années de vie ajustées sur l’incapacité respectifs les plus élevés et les plus bas). Les écarts entre les taux d'années de vie ajustées sur l’incapacité et la prévalence peuvent provenir de différences dans la disponibilité du traitement médical : les années vécues avec des troubles mentaux comportent des valeurs d'années de vie ajustées sur l’incapacité significativement plus élevées lorsqu'elles ne sont pas médicamentées que lorsqu'elles sont médicamentées.

### États-Unis
La schizophrénie est une maladie assez rare qui touche environ 3,2 millions d'Américains aux États-Unis. De plus, au cours d'une année moyenne, environ 100 000 personnes recevront un diagnostic de schizophrénie. En 2010, il y a eu environ 397 200 hospitalisations pour schizophrénie aux États-Unis. Environ 88 600 (22,3 %) ont été réadmis dans les 30 jours.

## Par ethnie
En Europe occidentale, il a été démontré que les groupes d'immigrés sont plus susceptibles de recevoir un diagnostic de schizophrénie. Les groupes d'immigrants qui prédominent dans le diagnostic accru de schizophrénie sont d'origine noire. Les taux les plus élevés de diagnostics de schizophrénie proviennent de personnes d’origine afro-caribéenne et de personnes d’origine noire africaine. Aux États-Unis, il a été constaté que les Afro-Américains ont trois fois plus de risques de recevoir un diagnostic de schizophrénie et, si l'on prend en compte leur statut socio-économique, ils sont deux fois plus susceptibles que leurs homologues blancs. Cependant, il a été constaté que les personnes atteintes de schizophrénie dans les pays en développement ont une meilleure évolution et de meilleurs résultats que leurs homologues des pays industrialisés. Ces résultats améliorés peuvent être dus au fait que ces pays mettent l’accent sur des relations interpersonnelles harmonieuses.

## Soins prénataux
Dans deux expériences écologiques menées sur des populations ayant connu la famine, les taux de schizophrénie diagnostiqués ont été observés. Pendant la famine chinoise (années 1950) et l’hiver de la faim aux Pays-Bas (1944-1945), les cohortes du groupe exposé étaient deux fois plus susceptibles de développer la schizophrénie que les cohortes non exposées. Il est possible qu’une carence nutritionnelle prénatale joue un rôle dans le développement de la schizophrénie, notamment le manque de micronutriments. Les pays où les soins prénataux sont médiocres, les approvisionnements alimentaires faibles ou les pays en développement pourraient avoir une incidence plus élevée de schizophrénie, mais des recherches supplémentaires sont nécessaires pour confirmer cette hypothèse.

## Saison de naissance
Il a été constaté que cette maladie est corrélée à la saison de naissance. On sait que les personnes atteintes de la maladie sont plus susceptibles de naître pendant les mois d'hiver. Bien que le risque relatif soit faible, les personnes nées pendant les mois d’hiver sont environ 10 % plus susceptibles de développer la schizophrénie que celles nées pendant les mois d’été. Il a été constaté que des facteurs, notamment la météo au cours de ces mois, affectent le taux de cette maladie.

## Consommation de cannabis
Plusieurs études ont montré un lien entre la schizophrénie et le cannabis. La responsabilité génétique des personnes souffrant de troubles liés à la consommation de cannabis était fortement corrélée à la schizophrénie. Il a également été constaté que des preuves mitigées pointaient vers un lien occasionnel entre les troubles liés à la consommation de cannabis et la schizophrénie.

## Infections et maladies maternelles
En ce qui concerne la saison de naissance d'un enfant diagnostiqué avec la schizophrénie, une série d'études écologiques ont montré que lorsque les mères sont dans leur deuxième trimestre de grossesse lorsqu'une épidémie de grippe survient, un risque plus élevé de schizophrénie est présent parmi les enfants. Cela entraîne une éventuelle infection maternelle et, par conséquent, un risque accru d'infection et de maladies au sein de la progéniture. De plus, des facteurs materno-fœtaux peuvent expliquer ce risque accru. De nombreux facteurs, notamment la carence maternelle en vitamine D pendant la grossesse et le travail pendant les mois d'hiver et la baisse de la température corporelle du fœtus pendant les mois les plus froids, relèvent de l'hypothèse d'un dysfonctionnement chronobiologique materno-fœtal. D'autres maladies et infections chez les mères enceintes ont été associées à un risque accru de schizophrénie. Il s'agit notamment des mères atteintes du virus de l'herpès simplex, de la méningite et même de la maladie cœliaque. Dans une étude danoise, les enfants dont les mères sont atteintes de la maladie cœliaque étaient deux fois plus susceptibles de développer la schizophrénie plus tard dans leur vie.

## Voir également
- Prévalence des troubles mentaux
- Différences liées au sexe dans la schizophrénie

## Lecture supplémentaire
- Saha S, Chant D, Welham J, McGrath J, « A systematic review of the prevalence of schizophrenia », PLOS Medicine, vol. 2, no 5,‎ mai 2005, e141 (PMID 15916472, PMCID 1140952, DOI 10.1371/journal.pmed.0020141 )